# Каверзы (Псковская область)
Каверзы — деревня в Невельском районе Псковской области России. Входит в сельское поселение Артёмовская волость.

## География
Находится в 15 км к востоку от волостной деревни Борки на берегу пруда.

## Население
Численность населения деревни на конец 2000 года составляла 10 жителей.